# Мартин сірий
Мартин сірий (Leucophaeus modestus) — вид сивкоподібних птахів родини мартинових (Laridae).
Зустрічається на піщаних пляжах тихоокеанського узбережжя Південної Америки. Ці невеликі, темні з білою головою мартини бігають уздовж лінії прибою і добувають дрібних ракоподібних з вологого піску в зоні припливу.
Гніздяться ці мартини в глибині кам'янистої безводної пустелі Атакама на півночі Чилі в 30–100 км від узбережжя колоніями до 10 000 пар. Гніздовий сезон триває з листопада до січня. У кладці від 1 до 3 яєць. Птахи використовують різноманітні механізми терморегуляції кладки. У спекотний час дорослий птах стоїть над гніздом, захищаючи яйця від перегрівання. Після вилуплення першого пташеняти батьки почергово літають до морського узбережжя, приносячи корм та воду для них. На гніздуванні цей птах абсолютно не агресивний, вигодовує і чужих пташенят. Дорогу до моря долають вже льотні молоді птахи. Ймовірно, гніздування в таких екстремальних умовах пов'язано з уникненням пресу хижаків.